# 六合システム電子工業
六合システム電子工業株式会社（ろくごうシステムでんしこうぎょう、英: ROKUGO SYSTEM ELECTRONICS IND.Co.）は、産業機器、電子機器などを開発設計から生産まで一貫して行う企業である。

## 概要
1968年に六合産業株式会社（現社名 六合エレメック）の製造部として発足。2010年3月に岡谷鋼機株式会社グループ会社となる。技術部門（名古屋市）、製造部門（春日井市）を拠点として事業展開を行っている。

## 沿革
- 1968年（昭和43年） - 六合産業株式会社（現社名 六合エレメック）の製造部として発足。
- 1973年（昭和48年）
  - 六合電機工業株式会社を設立。
  - 六合産業株式会社より製造部を継承。
- 1985年（昭和60年） - 受託設計・開発等の増加により現社名 六合システム電子工業株式会社に変更。
- 1993年（平成5年） - 六合システム産業機器株式会社を吸収合併。
- 2003年（平成15年） - 環境ISO14001認証取得。
- 2005年（平成17年） - 品質ISO9001認証取得。
- 2010年（平成22年） - 岡谷鋼機株式会社が筆頭株主となり岡谷鋼機グループ会社となる。[1]

## 国内事業所
本社
- 本社 : 名古屋市東区白壁三丁目13番11号

営業所
- 春日井事業所 : 春日井市角崎町72番地1

## 関係会社
- 岡谷鋼機株式会社
- 六合エレメック株式会社
- 六合サービステクノ株式会社
- 上海洛庫高電子有限公司
- ROKUGO ELEMEC (THAILAND) CO., LTD.